# Nevogilde (Porto)
Pour les articles homonymes, voir Nevogilde.
Nevogilde est une freguesia de Porto.